# Зуев, Сергей Васильевич (предприниматель)
Серге́й Васильевич Зуев (21 сентября 1955, Москва — 18 апреля 2024, Москва) — российский предприниматель, основатель и владелец крупнейших в Европе торговых комплексов «Гранд» и «Три кита».

## Биография
Родился и вырос в Москве. Родители работали на Лианозовском электромеханическом заводе. Мать — в конструкторском бюро, отец — наладчиком пусковых ракет. После окончания московской школы № 1167 поступил в ПТУ при заводе, где получил образование слесаря 3-го разряда.
В армии получил опыт работы шофёром и строителем. После армии в 1976—1977 годах в составе строительной бригады был направлен на Сахалин, где в течение двух лет занимался строительством на различных объектах.
В 1978 году устроился на работу во Всесоюзный институт сельского хозяйства. В этом же году перешёл в мебельный магазин № 7 в Медведково на должность ученика продавца. Позже работал продавцом в мебельном магазине на Дмитровском шоссе и на Мосфильмовской улице. В 1988 году уволился из системы «Мосмебельторга» и стал одним из первых кооператоров. Несмотря на то, что все ещё существовал СССР, уже было разрешено заниматься коммерцией.
Умер вечером 18 апреля 2024 года в 31-й горбольнице имени академика Савельевой в Москве в возрасте 68 лет.

## Предпринимательская деятельность
Сергей Зуев был одним из тех московских предпринимателей, кому удалось официально оформить статус кооператора. Появились первые средства, на которые можно было открыть кооператив для торговли мебелью.
С помощью знакомой по предпринимательской деятельности Аллы Мильштейн была оформлена первая фирма «Рюген». Сама Мильштейн также открыла один из первых кооперативов в Москве — салон-парикмахерскую. В этот салон приходили состоятельные дамы, мужья которых занимали высокие посты на государственных должностях, либо были успешными бизнесменами. Благодаря этим связям, Зуеву и Мильштейн удалось наладить деловые контакты с представителями «Разноэкспорта», Всесоюзное экспортно-импортное объединение, занимавшееся поставками всех импортных товаров в СССР.
Фирма «Рюген» имела несколько складов, на которых хранилась заграничная мебель и другие товары. В условиях тотального дефицита товар на складах не задерживался дольше нескольких дней. Первый собственный магазин под названием «Гранд» был открыт в 1993 году в Митино.
Мебель для магазинов закупалась на выставках в Чехословакии, ГДР, Румынии. Представитель «Разноэкспорта» от ГДР помог Зуеву наладить бизнес с немецкими производителями мебели. Были созданы первые совместные предприятия по закупке немецкой, итальянской и голландской мебели. Собственных складских помещений для расширяющегося бизнеса уже не хватало, необходимо было сотрудничество с крупными в те годы торговыми площадками. Одним из таких магазинов стал знаменитый Дом мебели на Ленинском проспекте, 101. Параллельно сложилась большая профессиональная команда из бывших сотрудников «Мосмебельторга». На зарубежных выставках закупали самые лучшие образцы продукции, которая моментально разлеталась в России. Партнёром фирмы Зуева стал только начинавший свою деятельность Андрей Раппопорт в качестве основателя Альфа-Банк. Деньги от продажи мебели привозили буквально в чехлах от матрасов на Бакунинскую улицу, где находился первый офис Альфа-Банк.
На Ленинском, 101 для крупной фирмы стало мало места. Торговали там не только мебелью, но и завозили из-за границы первые гидроскутеры, катера, яхты и моторные лодки. На Ленинском, 101 в это же время располагался офис авторитетного бизнесмена Сергея Михайлова, с которым сложились деловые отношения. В 1996 году было принято решение о строительстве первого в России крупного торгового мебельного комплекса.
В начале 90-х Зуев познакомился с музыкантами из группы Парк Горького, которые на тот момент уже жили в США. Состоялась его первая поездка в Америку, где были заключены контракты на поставку уникальных предметов мебели с компанией SHEFFIELD. Барабанщик группы Парк Горького Александр Львов помог с оформлением контракта, благодаря этому были налажены устойчивые торговые связи с американскими партнёрами на условиях эксклюзива. Для реализации торговых контрактов был открыт счёт в Bank of New York. На счетах аккумулировались крупные суммы прибыли, которые позже были вложены в качестве инвестиций в строительство торгового центра «Гранд».
Планировалось строительство целой сети торговых мебельных комплексов, в которых должны были получить приоритетное право на реализацию товара российские производители мебели. Были построены «Гранд» и «Три кита». К 2000 г. в этих торговых центрах работало более 3500 сотрудников.
В начале 2000-х партнёром Зуева по развитию торговых комплексов в России стал Алексей Петрухин, являвшийся одним из руководителей РОСПО.
Социальная направленность бизнеса реализовывалась не только в создании рабочих мест. После запуска в эксплуатацию ТК «Три кита» стало ясно, что электрических мощностей не хватает. Была закуплена одна из мощнейших газовых установок Jenbacher, которая вырабатывала электричество из газа. На охлаждение огромной газовой станции требовалось большое количество воды. Эта горячая вода безвозмездно по договорённости с администрацией Одинцовского района направлялась по трубам в жилые дома населённого пункта Немчиновка для обогрева зданий.
В 2000 году состоялись выборы губернатора Подмосковья, на которых основными кандидатами были Геннадий Селезнёв и Борис Громов, победу одержал Громов. Сергей Зуев в то время был избран депутатом Московской областной Думы от Одинцовского района и входил в команду Геннадия Селезнёва.

## Громкое дело
В том же 2000 году начались первые проблемы в бизнесе, впоследствии в отношении Сергея Зуева было возбуждено уголовное дело. 1 апреля 2010 года суд приговорил бизнесмена к 8 годам лишения свободы.
В 2011 году предпринимателя освободили от наказания из-за декриминализации статьи, по которой он получил срок. С этого момента судимость Зуева полностью снята, и он считается несудимым. Сразу после своего освобождения Сергей Зуев начал бороться за возвращение контроля над своими активами.
Помимо этого 11 июня 2021 года Немецкий суд установил право бизнесмена Сергея Зуева, законного владельца «Трёх китов», получить все документы по деятельности незаконно отобранной у него компании.
Самое громкое дело «нулевых» стало причиной новой информационной и бизнес войны.